# Alexis Sánchez
Alexis Alejandro Sánchez Sánchez, noto semplicemente come Alexis Sánchez (Tocopilla, 19 dicembre 1988), è un calciatore cileno, attaccante dell'Udinese e della nazionale cilena, con la quale è diventato campione del Sud America nel 2015 e nel 2016.
Dopo le esperienze in Sud America con Cobreloa, Colo-Colo e River Plate, nel 2008 si trasferisce in Europa per giocare con l'Udinese, dove resta per tre stagioni. Nel 2011 viene acquistato dal Barcellona, con cui vince un campionato spagnolo (2012-13), una Coppa di Spagna (2011-12), due Supercoppe spagnole (2011 e 2013), una Supercoppa UEFA (2011) e una Coppa del mondo per club (2011). Nel 2014 passa all'Arsenal, dove in quattro stagioni e mezza si aggiudica due Coppe d'Inghilterra (2014-15 e 2016-17) e tre Supercoppe inglesi (2014, 2015 e 2017). Dopo una breve esperienza al Manchester Utd, dal 2019 al 2022 ha militato nell'Inter, con cui ha vinto un campionato italiano (2020-21) una Supercoppa italiana (2021) e una Coppa Italia (2021-22). Trasferitosi all'Olympique Marsiglia, nel 2023 ha fatto ritorno all'Inter, vincendo un'altra Supercoppa italiana (2023) e un altro campionato italiano (2023-2024).
Con la nazionale maggiore ha partecipato a due edizioni del campionato mondiale (2010 e 2014), cinque della Coppa America (2011, 2015, 2016, 2019 e 2024) e una della Confederations Cup (2017), vincendo la Coppa America nel 2015 e nel 2016 e raggiungendo la finale della Confederations Cup nel 2017. Della selezione cilena è primatista sia di presenze che di reti, avendo giocato 166 partite e realizzato 51 gol.
A livello individuale, è stato nominato miglior giocatore della Coppa America 2016 e ha vinto il Pallone d'argento della Confederations Cup 2017.

## Biografia
Sánchez è stato abbandonato da piccolo insieme alle due sorelle dal padre biologico.
Nel 2007, quando la sua città natale Tocopilla fu colpita da un forte terremoto, Sanchez si impegnò di offrire sostegno alle cinquemila persone che avevano perso casa e si occupò della costruzione di due scuole e di vari campi da calcio e della ristrutturazione degli ospedali e degli edifici messi peggio.
Nel 2011 è stato pubblicato il libro Alexis, el camino de un crack, scritto dai giornalisti cileni Danilo Díaz e Nicolás Olea, che racconta la vita e i successi di Alexis Sánchez. Oltre ad averlo nominato "cittadino illustre di Tocopilla", il suo comune nativo ha deciso di intitolargli una via.

## Caratteristiche tecniche
Soprannominato el Niño Maravilla (in italiano "il bimbo prodigio") per il talento manifestato in giovane età, è un calciatore dal fisico brevilineo, la cui dotazione tecnica — in particolare nell'effettuare dribbling e servire assist — ne consente l'impiego da seconda punta o esterno offensivo, pur potendo agire anche da centravanti o alle spalle di esso.

## Carriera

### Club

#### Esordi e Cobreloa
Nato e cresciuto nella città di Tocopilla, è uno dei quattro figli di Martina Sánchez. Quando aveva 15 anni e giocava nell'Arauco, il club del suo quartiere, il sindaco di Tocopilla, Alexander Kurtovic, vedendo la sua abilità con la palla, gli regalò le sue prime scarpe da calcio. Nel 2004 entra a fare parte della scuola di calcio del Cobreloa nella filiale di Tocopilla. Nel febbraio dello stesso anno, durante una partita (U-14) contro la filiale di Calama, viene notato dai tecnici del Cobreloa, e fu fatto entrare nelle squadre giovanili del club arancione. Nel 2005 viene promosso in prima squadra da Nelson Acosta; il quale lo fa esordire il 12 febbraio successivo contro il Deportes Temuco. Il primo gol, invece, arriva a marzo contro il Dep. Concepción. Le buone prestazioni impressionano Nelson Acosta che lo fa esordire in Copa Libertadores.

#### Colo-Colo e River Plate

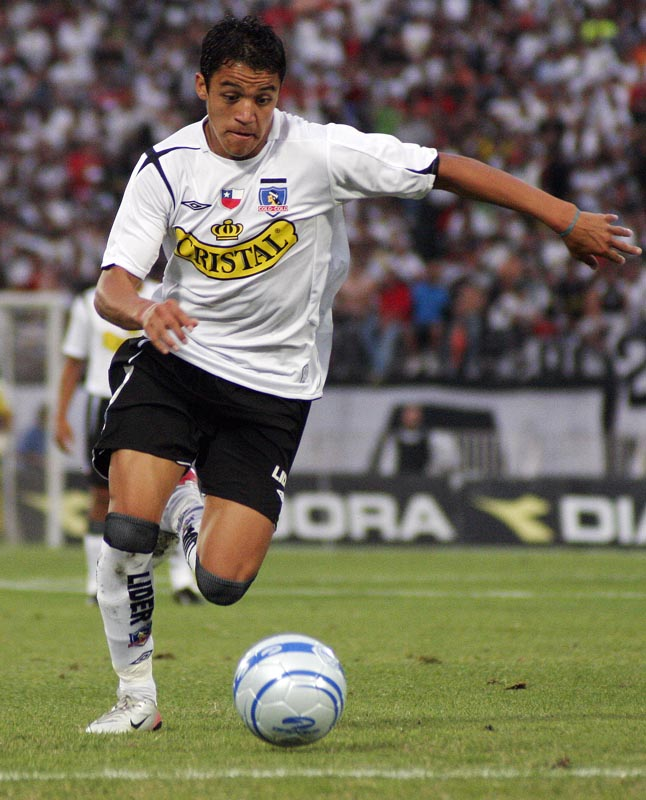
Sánchez in azione con il nel 2006.

Nel Cobreloa Alexis Sanchez si fa notare, registrando un totale di 50 presenze con 12 gol a 17 anni. In questa circostanza gli viene attribuito il soprannome di Niño Maravilla. Grazie alle sue prestazioni viene acquistato dall'Udinese nel 2006, che lo gira immediatamente in prestito prima al Colo-Colo, dove ottiene il secondo posto nella Copa Sudamericana 2006, e l'anno successivo al River Plate.

#### Udinese

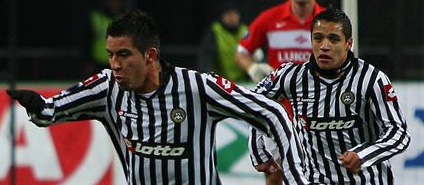
Sánchez (a destra) assieme al connazionale Mauricio Isla durante una partita dell' nella Coppa UEFA 2008-2009.

Nell'estate 2008 approda quindi ai friulani, debuttando in Serie A il 14 settembre nella sconfitta con la Juventus. Realizza il primo gol il 19 ottobre successivo, contribuendo al pari bianconero sul campo del Lecce, per poi ripetersi in casa del Catania.
Con la formazione friulana ha inoltre modo di compiere il proprio esordio nelle manifestazioni europee, disputando 9 gare in Coppa UEFA senza andare a segno. Ben inseritosi in un reparto d'attacco composto anche da Pepe e Di Natale, il 27 febbraio 2011 mette a referto una quaterna nel 7-0 esterno colto ai danni del Palermo.

#### Barcellona

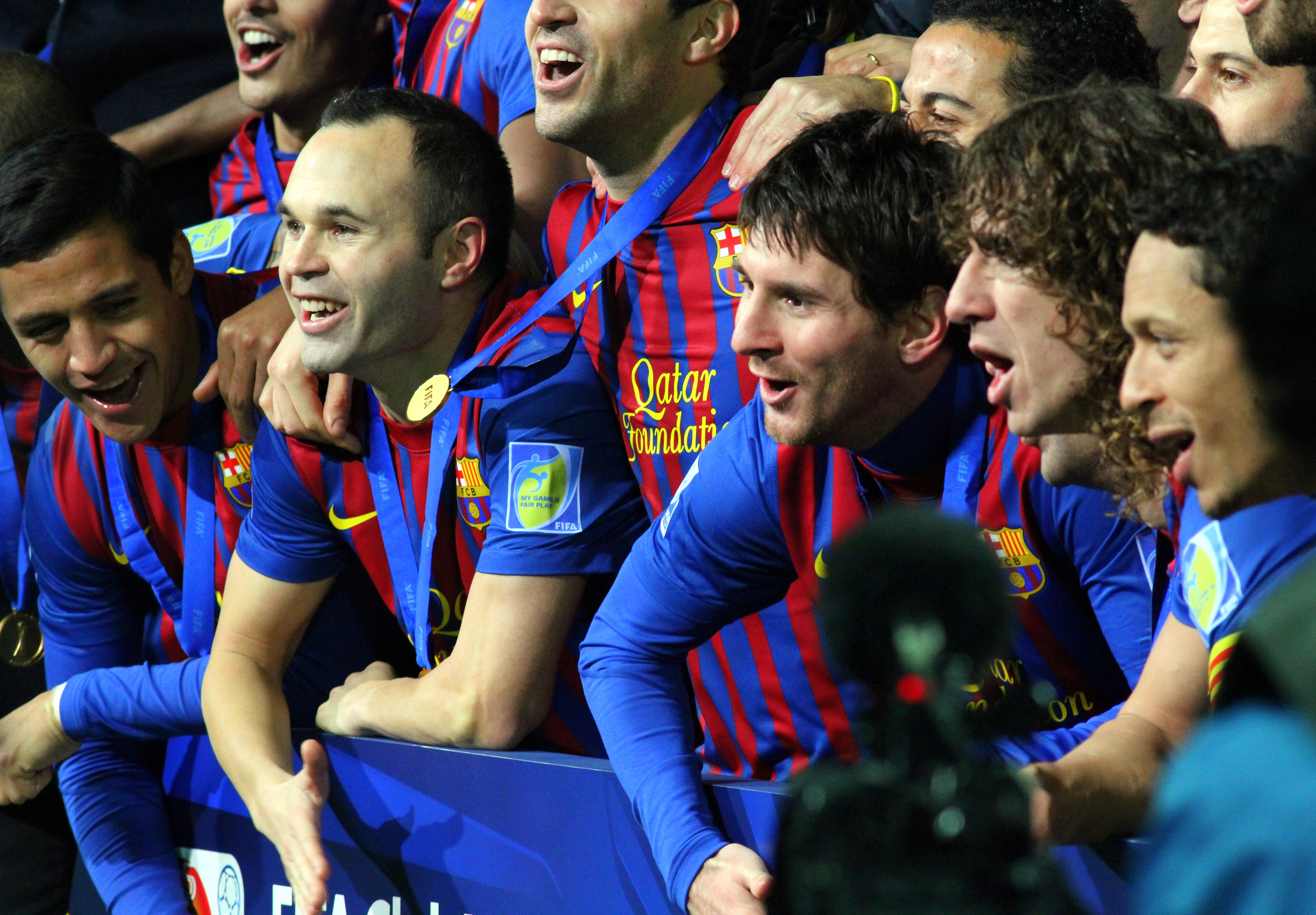
Sánchez (a sinistra) festeggia con il la vittoria della Coppa del mondo per club FIFA 2011.

Il 21 luglio 2011 diventa ufficiale il suo approdo alla squadra spagnola del Barcellona, con la quale firma un contratto valido per cinque anni. All'Udinese vanno 26 milioni di euro più 11,5 milioni legati al raggiungimento di determinati obiettivi sportivi.
Il 14 agosto esordisce da titolare nella partita di andata valida per la Supercoppa di Spagna contro il Real Madrid finita 2-2. Il primo gol con la maglia dei blaugrana arriva il 29 agosto alla prima giornata di Liga contro il Villarreal, in una partita conclusasi 5-0. Il 29 novembre sigla la sua prima doppietta personale contro il Rayo Vallecano, partita terminata poi sul 4-0. Il 3 dicembre segna il suo 50º gol in carriera con i club nella vittoria casalinga per 5-0 contro il Levante. Sánchez segna il suo quinto gol in campionato il 10 dicembre nella partita esterna contro il Real Madrid, portando il risultato sull'1-1 (partita poi finita 3-1 per i blaugrana). Il 14 febbraio 2012 Sánchez mette a segno a Leverkusen contro il Bayer Leverkusen la sua prima doppietta in Champions League, nel 3-1 ottenuto nell'andata degli ottavi di finale. Termina la stagione con 15 reti: 12 in campionato, 1 in coppa e 2 in Champions League.
Nella stagione successiva Sanchez si conferma un giocatore molto importante per la squadra catalana, aumentando il numero di presenze e andando in rete undici volte: otto in campionato, due in coppa e uno in Champions League. Il 5 gennaio 2014 mette a segno una tripletta nella vittoria casalinga per 4-0 del Barcellona sull'Elche.
La miglior stagione dell'attaccante cileno in blaugrana è quella 2013-2014, quando va in gol diciannove volte in Liga e due in Coppa del Re, per un totale di 21 reti in 54 incontri disputati.

#### Arsenal

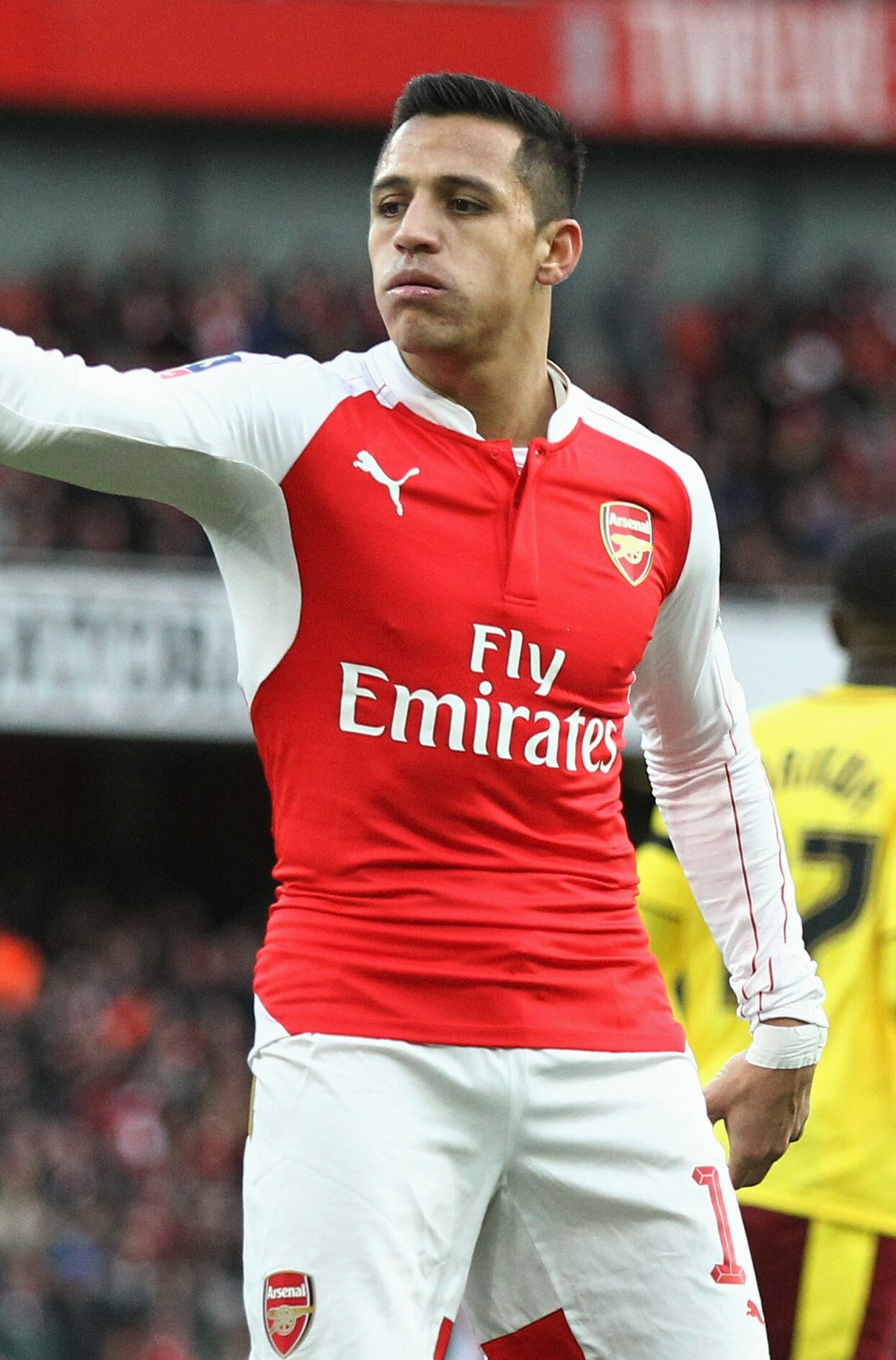
Sánchez con la maglia dell' nel 2016.

Il 10 luglio 2014 il club inglese dell'Arsenal ufficializza l'acquisto a titolo definitivo del giocatore. Al Barcellona vanno 48 milioni di euro, che ne fanno il calciatore cileno più oneroso di sempre. Fa il suo esordio con la nuova maglia il 10 agosto 2014, in occasione della vittoria nel Community Shield contro il Manchester City (3-0). Il 27 agosto seguente segna il suo primo gol con i Gunners, risultando decisivo nella vittoria per 1-0 contro il Beşiktaş nei playoff di Champions League. Quattro giorni dopo segna il suo primo gol in Premier League contro il Leicester City. Il 1º novembre 2014 segna una doppietta contro il Burnley. L'11 gennaio 2015 segna la sua prima doppietta dell'anno contro lo Stoke City. Il 30 maggio 2015 conquista con l'Arsenal la sua prima FA Cup, segnando il gol del 2-0 (risultato finale 4-0) contro l'Aston Villa.
Nella stagione successiva, il 26 settembre 2015, realizza la sua prima tripletta con la maglia dell'Arsenal, messa a segno nel successo per 2-5 in casa del Leicester City. Conclude la sua seconda stagione in Inghilterra con 13 reti, con le quali contribuisce a portare i Gunners al secondo posto in classifica, dietro ai campioni del Leicester City.
Nella stagione 2016-2017 realizza la sua prima doppietta della stagione alla quinta giornata in trasferta contro l'Hull City, partita poi terminata 4-1 per l'Arsenal. La prima tripletta della stagione la mette a segno contro il West Ham Utd alla quattordicesima giornata, partita terminata 5-1 per l'Arsenal. Finisce la stagione di Premier League con 24 reti, piazzandosi terzo nella classifica dei marcatori, dietro a Harry Kane (29) e Romelu Lukaku (25).

#### Manchester United

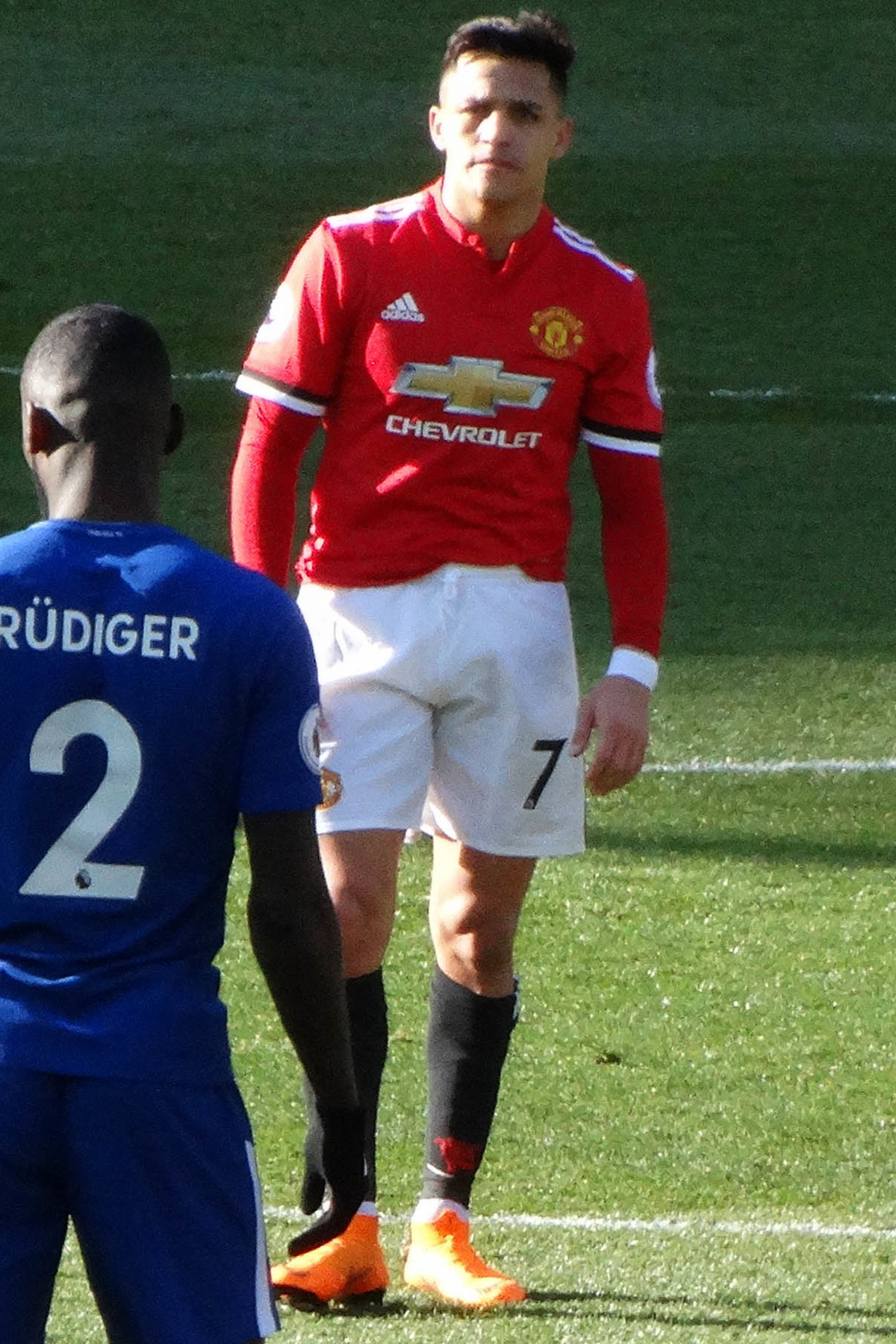
Sánchez con il nel 2018.

Il 22 gennaio 2018, con il contratto in scadenza a giugno dello stesso anno, passa al Manchester Utd in cambio di Henrix Mxit'aryan, scegliendo la maglia numero 7. Esordisce con la nuova maglia il 26 gennaio successivo, nella gara di FA Cup contro lo Yeovil Town (4-0), diventando il primo calciatore cileno a giocare con i Red Devils. Il suo esordio con il Manchester Utd avviene il 3 febbraio, nella partita di campionato contro l'Huddersfield Town (2-0), nella quale realizza anche il suo primo gol. Nei mesi successivi realizza un'altra rete in campionato (nel successo per 2-3 contro il Crystal Palace) e contribuisce al secondo posto della squadra.
Tuttavia, il prosieguo dell'esperienza a Manchester si rivela deludente: nella stagione successiva, anche a causa di alcuni infortuni, Sánchez trova poco spazio da titolare, realizzando solo una rete in campionato in 20 presenze.

#### Inter
Il 29 agosto 2019 si trasferisce in prestito annuale all'Inter. Esordisce il 14 settembre successivo, da subentrante, nella vittoria per 1-0 contro l'Udinese. Il primo gol con la maglia nerazzurra arriva nella vittoria 3-1 contro la Sampdoria, partita nella quale rimedia anche un cartellino rosso. Dopo un buon inizio, il 12 ottobre 2019 rimedia un infortunio in un'amichevole in nazionale contro la Colombia, viene poi operato alla caviglia sinistra. Torna tra i convocati a inizio 2020 in occasione della sfida contro il Napoli del 6 gennaio. Torna a giocare 13 giorni dopo disputando gli ultimi minuti della sfida pareggiata contro il Lecce (1-1). Da lì in poi gioca tutte le restanti 18 partite della squadra, fornendo buone prestazioni, in particolare dopo il lockdown, mettendo a referto in 22 partite di campionato 4 goal e 9 assist.
Il 6 agosto 2020 viene acquistato dai nerazzurri a titolo definitivo e gratuito, firmando un contratto triennale. Durante la stagione continua a essere riserva, ma fornisce buone prestazioni e vince lo scudetto con i nerazzurri. Alla fine della stagione saranno 7 i gol e 8 gli assist collezionati in 38 partite complessive. In stagione è stato autore di due doppiette: la prima l'ha realizzata il 4 marzo 2021 nella vittoria per 2-1 in casa del Parma (realizzando al contempo la sua prima doppietta con i nerazzurri), l'altra nel 5-1 contro la Sampdoria.
Il 3 novembre 2021 realizza il suo primo gol in Champions League con la maglia dell'Inter, nel vittorioso 3-1 per i nerazzurri in casa dello Sheriff Tiraspol. Il 12 gennaio 2022 vince il suo secondo trofeo con l'Inter, la Supercoppa italiana, realizzando al primo minuto di recupero del secondo tempo supplementare la rete della vittoria per 2-1 contro la Juventus. Raggiunge le 100 presenze complessive con la maglia dell'Inter il 13 marzo contro il Torino, segnando il gol del definitivo 1-1 allo scadere. Nel corso della stagione vince anche la Coppa Italia, battendo in finale ancora la Juventus, in una gara terminata 4-2 per i nerazzurri dopo i tempi supplementari. In campionato, invece, i nerazzurri terminano al secondo posto e non riescono a riconfermarsi campioni. Al termine della stagione, risolve consensualmente il proprio contratto con il club milanese: la sua esperienza con i nerazzurri si chiude con 109 presenze, venti reti, ventitré assist e tre trofei vinti.

#### Olympique Marsiglia
Il 9 agosto 2022 l'Olympique Marsiglia annuncia un principio di accordo con Sánchez, soggetto al superamento delle visite mediche. Il giorno dopo l'ingaggio viene finalizzato. Il 14 agosto seguente, alla prima gara utile, debutta con i marsigliesi subentrando a Cengiz Ünder a gara in corso nel pareggio contro il Brest; mentre il 28 agosto in occasione del derby vinto contro il Nizza, segna le prime due reti con la maglia dei les Olympiens. A fine stagione colleziona 44 partite e 18 reti in tutte le competizioni.

#### Ritorno all'Inter

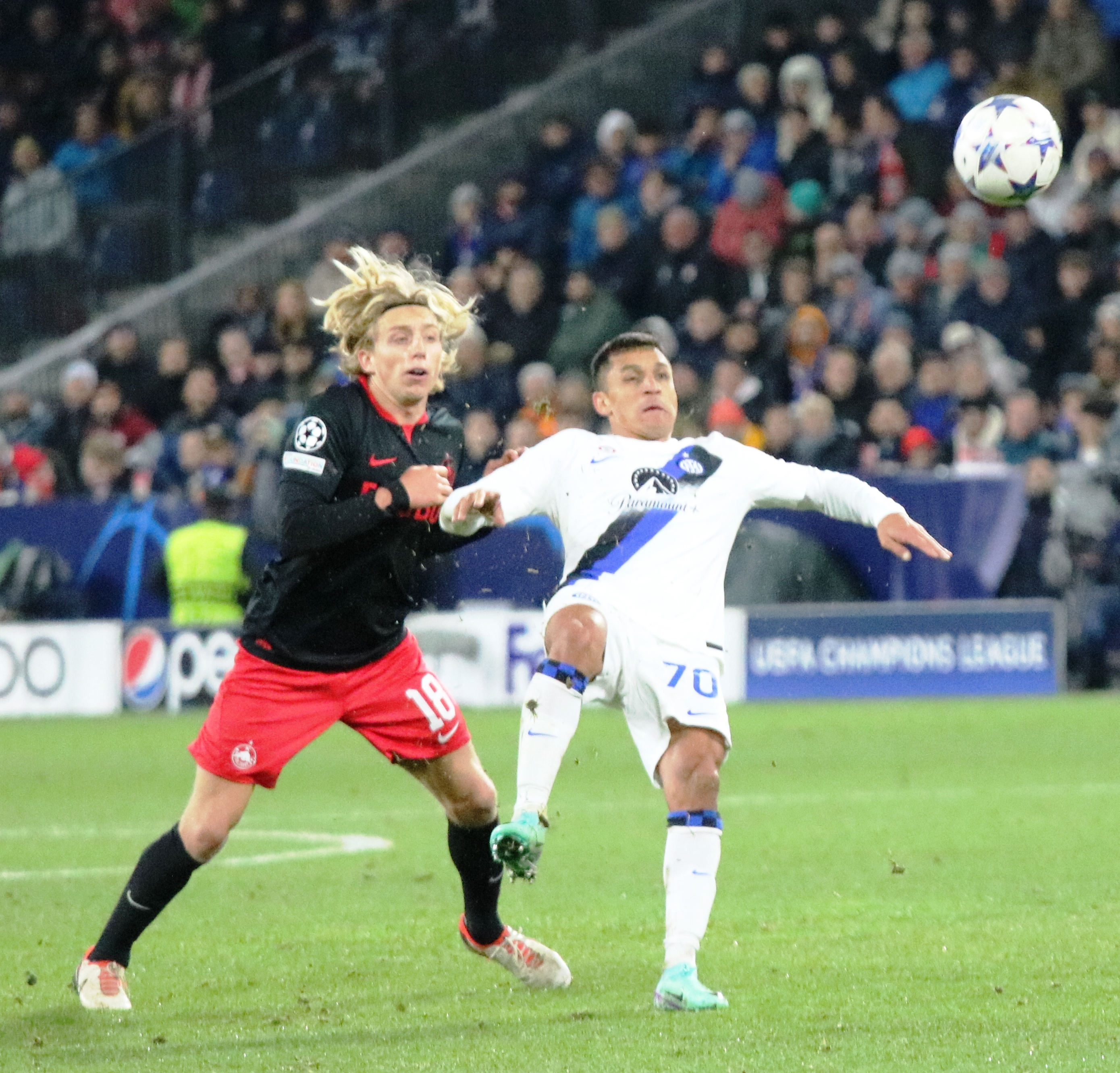
Sánchez in una partita di Champions League contro il nel 2023.

Rimasto svincolato, il 26 agosto 2023 fa ritorno all'Inter con un contratto annuale. Va a segno il 24 ottobre nella terza giornata della fase a gironi di Champions League contro il Salisburgo, nella partita poi vinta per 2-1. Va a segno anche nella sfida esterna contro il Benfica, segnando il definitivo 3-3. La prima rete in campionato arriva su rigore il 4 marzo 2024, nella vittoria per 2-1 contro il Genoa. Il primo gol su azione in Serie A lo segna il 1º aprile, siglando il definitivo 2-0 contro l'Empoli. Il successivo 22 aprile, in occasione della vittoria nerazzurra nel derby di Milano per 2-1, conquista matematicamente il suo secondo scudetto con la squadra nerazzurra. Lascia l'Inter al termine della stagione, alla scadenza naturale del proprio contratto.

#### Ritorno all'Udinese
A pochi mesi dalla scadenza del proprio contratto con la società nerazzurra, dopo tredici anni dal suo addio, il 10 agosto 2024 viene annunciato il suo ritorno all'Udinese, club che lo aveva portato in Italia, con cui sottoscrive un accordo biennale valido fino al 30 giugno 2026. Fa il suo debutto solamente il 19 dicembre, al rientro dopo due infortuni muscolari, nella sconfitta di Coppa Italia proprio contro l'Inter (2-0).

### Nazionale

#### Nazionali giovanili
Nel 2007, a 18 anni, con la maglia della nazionale conquista il terzo posto al mondiale Under-20 in Canada.

#### Nazionale maggiore

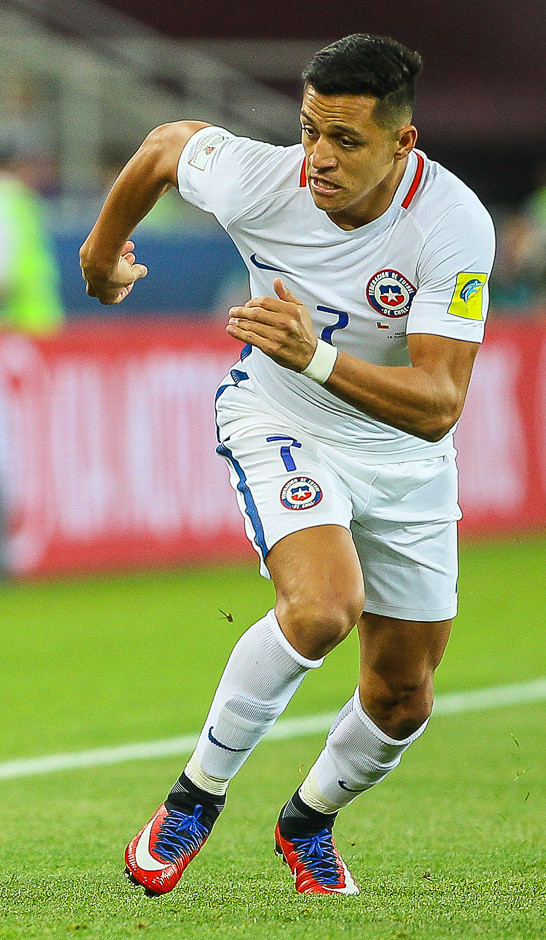
Sánchez in azione con la maglia della nazionale cilena nel 2017.

Figura tra i 23 convocati del Cile guidato dal CT argentino Marcelo Bielsa per il Mondiale 2010 in Sudafrica. Diventato parte integrante della Roja, la nazionale cilena, gioca da titolare in 3 delle 4 partite disputate dalla sua squadra al Mondiale. La prima partita la gioca il 16 giugno contro l'Honduras partita vinta 1-0 con gol di Jean Beausejour. Il 28 giugno il Cile viene eliminato agli ottavi di finale, venendo sconfitto per 3-0 dal Brasile.
Nell'estate 2011 partecipa con la selezione cilena alla Coppa America in Argentina, debuttando contro il Messico. Nella partita successiva contro l'Uruguay segna il gol del definitivo 1-1, pareggiando il gol uruguaiano di Álvaro Pereira.
Convocato anche per il Mondiale 2014 in Brasile, Sánchez è schierato nell'undici titolare, andando immediatamente in rete nel vittorioso 3-1 della partita di esordio giocata contro l'Australia. Va a segno negli ottavi di finale contro i padroni di casa del Brasile, nella gara che sancisce l'eliminazione dei cileni ai rigori, con Sánchez che ha sbagliato il suo tiro dal dischetto.
È convocato dal CT Jorge Sampaoli (uno dei "discepoli" di Bielsa) per partecipare alla Copa América 2015, che si gioca in casa, in Cile. A vincere il torneo è proprio la nazionale cilena, che sconfigge in finale ai rigori, con quello decisivo siglato proprio da Alexis Sánchez, l'Argentina.
Nel 2016 è convocato dal neo CT Juan Antonio Pizzi per partecipare alla Copa América Centenario negli Stati Uniti. Dopo un esordio con sconfitta contro l'Argentina, il Cile ribalta la situazione e giunge in finale, nuovamente contro l'Argentina, per poi vincere ancora una volta il trofeo ai tiri di rigore. Lo stesso Sánchez è nominato miglior giocatore del torneo.
Convocato per la Confederations Cup 2017 in Russia, il 22 giugno realizza l'unica rete ai gironi contro la Germania, raggiungendo quota 38 gol in nazionale, superando Marcelo Salas e diventando il capocannoniere di tutti i tempi della Roja. Sempre contro i tedeschi il Cile perde la finale del torneo.
Nel 2019 è convocato dal CT Reinaldo Rueda per la Copa América 2019 in Brasile. Sánchez va a segno all'esordio contro il Giappone e si ripete contro l'Ecuador nella seconda gara. Dopo aver superato il girone e i quarti, i cileni devono arrendersi in semifinale al Perù e concludono con una sconfitta contro l'Argentina nella finale per il terzo posto.
Nel 2021 viene convocato dal CT Martín Lasarte per la Copa América 2021 in Brasile, dove la nazionale cilena non va oltre i quarti di finale, eliminata dai padroni di casa per 1-0.
Partecipa anche alle qualificazioni per il Mondiale 2022 in Qatar, ma la nazionale cilena non riesce a ottenere il pass per la rassegna iridata.

## Statistiche
Tra club, nazionale maggiore e nazionali giovanili, Sánchez, su 969 partite disputate, ha realizzato 275 reti, con una media di 0,2 gol a partita.

### Presenze e reti nei club
Statistiche aggiornate al 25 maggio 2025
| Stagione              | Squadra               | Campionato            | Campionato | Campionato | Coppe nazionali | Coppe nazionali | Coppe nazionali | Coppe continentali | Coppe continentali | Coppe continentali | Altre coppe | Altre coppe | Altre coppe | Totale | Totale |
| Stagione              | Squadra               | Comp                  | Pres       | Reti       | Comp            | Pres            | Reti            | Comp               | Pres               | Reti               | Comp        | Pres        | Reti        | Pres   | Reti   |
| --------------------- | --------------------- | --------------------- | ---------- | ---------- | --------------- | --------------- | --------------- | ------------------ | ------------------ | ------------------ | ----------- | ----------- | ----------- | ------ | ------ |
| 2005                  | Cobreloa              | 1DC                   | 30+5       | 3+0        | -               | -               | -               | CL                 | 3                  | 0                  | -           | -           | -           | 38     | 3      |
| gen. -giu.2006        | Cobreloa              | 1DC                   | 10+2       | 6+3        | -               | -               | -               | -                  | -                  | -                  | -           | -           | -           | 12     | 9      |
| Totale Cobreloa       | Totale Cobreloa       | Totale Cobreloa       | 40+7       | 9+3        |                 | -               | -               |                    | 3                  | 0                  |             | -           | -           | 50     | 12     |
| giu. -dic.2006        | Colo-Colo             | 1DC                   | 13+5       | 3+1        | -               | -               | -               | CS                 | 10                 | 1                  | -           | -           | -           | 28     | 5      |
| gen. -giu.2007        | Colo-Colo             | 1DC                   | 14         | 1          | -               | -               | -               | CL                 | 7                  | 3                  | -           | -           | -           | 21     | 4      |
| Totale Colo-Colo      | Totale Colo-Colo      | Totale Colo-Colo      | 27+5       | 4+1        |                 | -               | -               |                    | 17                 | 4                  |             | -           | -           | 49     | 9      |
| 2007-2008             | River Plate           | PD                    | 23         | 4          | -               | -               | -               | CS+CL              | 1+7                | 0                  | -           | -           | -           | 31     | 4      |
| 2008-2009             | Udinese               | A                     | 32         | 3          | CI              | 2               | 0               | CU                 | 9                  | 0                  | -           | -           | -           | 43     | 3      |
| 2009-2010             | Udinese               | A                     | 32         | 5          | CI              | 4               | 1               | -                  | -                  | -                  | -           | -           | -           | 36     | 6      |
| 2010-2011             | Udinese               | A                     | 31         | 12         | CI              | 2               | 0               | -                  | -                  | -                  | -           | -           | -           | 33     | 12     |
| 2011-2012             | Barcellona            | PD                    | 25         | 12         | CR              | 7               | 1               | UCL                | 6                  | 2                  | SS+SU+Cmc   | 1+1+1       | 0           | 41     | 15     |
| 2012-2013             | Barcellona            | PD                    | 29         | 8          | CR              | 6               | 2               | UCL                | 9                  | 1                  | SS          | 2           | 0           | 46     | 11     |
| 2013-2014             | Barcellona            | PD                    | 34         | 19         | CR              | 9               | 2               | UCL                | 9                  | 0                  | SS          | 2           | 0           | 54     | 21     |
| Totale Barcellona     | Totale Barcellona     | Totale Barcellona     | 88         | 39         |                 | 22              | 5               |                    | 24                 | 3                  |             | 7           | 0           | 141    | 47     |
| 2014-2015             | Arsenal               | PL                    | 35         | 16         | FACup+CdL       | 6+1             | 4+1             | UCL                | 9                  | 4                  | CS          | 1           | 0           | 52     | 25     |
| 2015-2016             | Arsenal               | PL                    | 30         | 13         | FACup+CdL       | 3+1             | 1+0             | UCL                | 7                  | 3                  | CS          | 0           | 0           | 41     | 17     |
| 2016-2017             | Arsenal               | PL                    | 38         | 24         | FACup+CdL       | 5+0             | 3               | UCL                | 8                  | 3                  | -           | -           | -           | 51     | 30     |
| 2017-gen. 2018        | Arsenal               | PL                    | 19         | 7          | FACup+CdL       | 0+2             | 0               | UEL                | 1                  | 1                  | CS          | 0           | 0           | 22     | 8      |
| Totale Arsenal        | Totale Arsenal        | Totale Arsenal        | 122        | 60         |                 | 18              | 9               |                    | 25                 | 11                 |             | 1           | 0           | 166    | 80     |
| gen.-giu. 2018        | Manchester Utd        | PL                    | 12         | 2          | FACup+CdL       | 4+0             | 1               | UCL                | 2                  | 0                  | -           | -           | -           | 18     | 3      |
| 2018-2019             | Manchester Utd        | PL                    | 20         | 1          | FACup+CdL       | 3+0             | 1               | UCL                | 4                  | 0                  | -           | -           | -           | 27     | 2      |
| Totale Manchester Utd | Totale Manchester Utd | Totale Manchester Utd | 32         | 3          |                 | 7               | 2               |                    | 6                  | 0                  |             | -           | -           | 45     | 5      |
| 2019-2020             | Inter                 | A                     | 22         | 4          | CI              | 4               | 0               | UCL+UEL            | 1+5                | 0                  | -           | -           | -           | 32     | 4      |
| 2020-2021             | Inter                 | A                     | 30         | 7          | CI              | 3               | 0               | UCL                | 5                  | 0                  | -           | -           | -           | 38     | 7      |
| 2021-2022             | Inter                 | A                     | 27         | 5          | CI              | 5               | 2               | UCL                | 6                  | 1                  | SI          | 1           | 1           | 39     | 9      |
| 2022-2023             | Olympique Marsiglia   | L1                    | 35         | 14         | CF              | 4               | 2               | UCL                | 5                  | 2                  | -           | -           | -           | 44     | 18     |
| 2023-2024             | Inter                 | A                     | 23         | 2          | CI              | 0               | 0               | UCL                | 8                  | 2                  | SI          | 2           | 0           | 33     | 4      |
| Totale Inter          | Totale Inter          | Totale Inter          | 102        | 18         |                 | 12              | 2               |                    | 25                 | 3                  |             | 3           | 1           | 142    | 24     |
| ago. 2024-2025        | Udinese               | A                     | 13         | 0          | CI              | 1               | 0               | -                  | -                  | -                  | -           | -           | -           | 14     | 0      |
| Totale Udinese        | Totale Udinese        | Totale Udinese        | 106        | 20         |                 | 9               | 1               |                    | 9                  | 0                  |             | -           | -           | 124    | 21     |
| Totale carriera       | Totale carriera       | Totale carriera       | 589        | 175        |                 | 72              | 21              |                    | 122                | 23                 |             | 11          | 1           | 796    | 220    |

### Cronologia presenze e reti in nazionale
| Cronologia completa delle presenze e delle reti in nazionale ― Cile | Cronologia completa delle presenze e delle reti in nazionale ― Cile | Cronologia completa delle presenze e delle reti in nazionale ― Cile | Cronologia completa delle presenze e delle reti in nazionale ― Cile | Cronologia completa delle presenze e delle reti in nazionale ― Cile | Cronologia completa delle presenze e delle reti in nazionale ― Cile | Cronologia completa delle presenze e delle reti in nazionale ― Cile | Cronologia completa delle presenze e delle reti in nazionale ― Cile |
| Data                                                                | Città                                                               | In casa                                                             | Risultato                                                           | Ospiti                                                              | Competizione                                                        | Reti                                                                | Note                                                                |
| ------------------------------------------------------------------- | ------------------------------------------------------------------- | ------------------------------------------------------------------- | ------------------------------------------------------------------- | ------------------------------------------------------------------- | ------------------------------------------------------------------- | ------------------------------------------------------------------- | ------------------------------------------------------------------- |
| 27-4-2006                                                           | Talca                                                               | Cile                                                                | 1 – 1                                                               | Nuova Zelanda                                                       | Amichevole                                                          | -                                                                   | 58’                                                                 |
| 24-5-2006                                                           | Dublino                                                             | Irlanda                                                             | 0 – 1                                                               | Cile                                                                | Amichevole                                                          | -                                                                   | 75’                                                                 |
| 30-5-2006                                                           | Vittel                                                              | Cile                                                                | 1 – 1                                                               | Costa d'Avorio                                                      | Amichevole                                                          | -                                                                   | 72’                                                                 |
| 2-6-2006                                                            | Solna                                                               | Svezia                                                              | 1 – 1                                                               | Cile                                                                | Amichevole                                                          | -                                                                   |                                                                     |
| 16-8-2006                                                           | Santiago del Cile                                                   | Cile                                                                | 1 – 2                                                               | Colombia                                                            | Amichevole                                                          | -                                                                   | 61’                                                                 |
| 7-2-2007                                                            | Maracaibo                                                           | Venezuela                                                           | 0 – 1                                                               | Cile                                                                | Amichevole                                                          | -                                                                   | 75’                                                                 |
| 18-4-2007                                                           | Mendoza                                                             | Argentina                                                           | 0 – 0                                                               | Cile                                                                | Amichevole                                                          | -                                                                   | 73’                                                                 |
| 7-9-2007                                                            | Vienna                                                              | Svizzera                                                            | 2 – 1                                                               | Cile                                                                | Amichevole                                                          | 1                                                                   |                                                                     |
| 11-9-2007                                                           | Vienna                                                              | Austria                                                             | 0 – 2                                                               | Cile                                                                | Amichevole                                                          | -                                                                   | 89’                                                                 |
| 26-3-2008                                                           | Tel Aviv                                                            | Israele                                                             | 1 – 0                                                               | Cile                                                                | Amichevole                                                          | -                                                                   |                                                                     |
| 4-6-2008                                                            | Rancagua                                                            | Cile                                                                | 2 – 0                                                               | Guatemala                                                           | Amichevole                                                          | 2                                                                   | 46’                                                                 |
| 15-6-2008                                                           | La Paz                                                              | Bolivia                                                             | 0 – 2                                                               | Cile                                                                | Qual. Mondiali 2010                                                 | -                                                                   |                                                                     |
| 19-6-2008                                                           | Puerto La Cruz                                                      | Venezuela                                                           | 2 – 3                                                               | Cile                                                                | Qual. Mondiali 2010                                                 | -                                                                   |                                                                     |
| 20-8-2008                                                           | Istanbul                                                            | Turchia                                                             | 1 – 0                                                               | Cile                                                                | Amichevole                                                          | -                                                                   | 31’                                                                 |
| 7-9-2008                                                            | Santiago del Cile                                                   | Cile                                                                | 0 – 3                                                               | Brasile                                                             | Qual. Mondiali 2010                                                 | -                                                                   | 79’                                                                 |
| 10-9-2008                                                           | Santiago del Cile                                                   | Cile                                                                | 4 – 0                                                               | Colombia                                                            | Qual. Mondiali 2010                                                 | -                                                                   | 81’                                                                 |
| 12-10-2008                                                          | Quito                                                               | Ecuador                                                             | 1 – 0                                                               | Cile                                                                | Qual. Mondiali 2010                                                 | -                                                                   | 28’                                                                 |
| 19-11-2008                                                          | Vila-real                                                           | Spagna                                                              | 3 – 0                                                               | Cile                                                                | Amichevole                                                          | -                                                                   |                                                                     |
| 11-2-2009                                                           | Polokwane                                                           | Sudafrica                                                           | 0 – 2                                                               | Cile                                                                | Amichevole                                                          | 1                                                                   |                                                                     |
| 29-3-2009                                                           | Lima                                                                | Perù                                                                | 1 – 3                                                               | Cile                                                                | Qual. Mondiali 2010                                                 | 1                                                                   | Ammonizione                                                         |
| 1-4-2009                                                            | Santiago del Cile                                                   | Cile                                                                | 0 – 0                                                               | Uruguay                                                             | Qual. Mondiali 2010                                                 | -                                                                   |                                                                     |
| 6-6-2009                                                            | Asunción                                                            | Paraguay                                                            | 0 – 2                                                               | Cile                                                                | Qual. Mondiali 2010                                                 | -                                                                   | 88’                                                                 |
| 10-6-2009                                                           | Santiago del Cile                                                   | Cile                                                                | 4 – 0                                                               | Bolivia                                                             | Qual. Mondiali 2010                                                 | 2                                                                   |                                                                     |
| 12-8-2009                                                           | Brøndby                                                             | Danimarca                                                           | 1 – 2                                                               | Cile                                                                | Amichevole                                                          | 1                                                                   |                                                                     |
| 5-9-2009                                                            | Santiago del Cile                                                   | Cile                                                                | 2 – 2                                                               | Venezuela                                                           | Qual. Mondiali 2010                                                 | -                                                                   |                                                                     |
| 9-9-2009                                                            | Salvador                                                            | Brasile                                                             | 4 – 2                                                               | Cile                                                                | Qual. Mondiali 2010                                                 | -                                                                   | 61’, 77’                                                            |
| 14-10-2009                                                          | Santiago del Cile                                                   | Cile                                                                | 1 – 0                                                               | Ecuador                                                             | Qual. Mondiali 2010                                                 | -                                                                   |                                                                     |
| 26-5-2010                                                           | Calama                                                              | Cile                                                                | 3 – 0                                                               | Zambia                                                              | Amichevole                                                          | 2                                                                   | 46’                                                                 |
| 30-5-2010                                                           | Concepción                                                          | Cile                                                                | 3 – 0                                                               | Israele                                                             | Amichevole                                                          | 1                                                                   | 70’                                                                 |
| 16-6-2010                                                           | Nelspruit                                                           | Honduras                                                            | 0 – 1                                                               | Cile                                                                | Mondiali 2010 - 1º turno                                            | -                                                                   |                                                                     |
| 21-6-2010                                                           | Port Elizabeth                                                      | Cile                                                                | 1 – 0                                                               | Svizzera                                                            | Mondiali 2010 - 1º turno                                            | -                                                                   |                                                                     |
| 25-6-2010                                                           | Pretoria                                                            | Cile                                                                | 1 – 2                                                               | Spagna                                                              | Mondiali 2010 - 1º turno                                            | -                                                                   | 65’                                                                 |
| 28-6-2010                                                           | Johannesburg                                                        | Brasile                                                             | 3 – 0                                                               | Cile                                                                | Mondiali 2010 - Ottavi di finale                                    | -                                                                   |                                                                     |
| 17-11-2010                                                          | Santiago del Cile                                                   | Cile                                                                | 2 – 0                                                               | Uruguay                                                             | Amichevole                                                          | 1                                                                   |                                                                     |
| 26-3-2011                                                           | Leiria                                                              | Portogallo                                                          | 1 – 1                                                               | Cile                                                                | Amichevole                                                          | -                                                                   |                                                                     |
| 29-3-2011                                                           | L'Aia                                                               | Cile                                                                | 2 – 0                                                               | Colombia                                                            | Amichevole                                                          | -                                                                   |                                                                     |
| 19-6-2011                                                           | Santiago del Cile                                                   | Cile                                                                | 4 – 0                                                               | Estonia                                                             | Amichevole                                                          | 1                                                                   | 51’ 71’                                                             |
| 4-7-2011                                                            | San Juan                                                            | Cile                                                                | 2 – 1                                                               | Messico                                                             | Coppa America 2011 - 1º turno                                       | -                                                                   |                                                                     |
| 8-7-2011                                                            | Mendoza                                                             | Uruguay                                                             | 1 – 1                                                               | Cile                                                                | Coppa America 2011 - 1º turno                                       | 1                                                                   | 65’                                                                 |
| 12-7-2011                                                           | Mendoza                                                             | Cile                                                                | 1 – 0                                                               | Perù                                                                | Coppa America 2011 - 1º turno                                       | -                                                                   | 58’                                                                 |
| 17-7-2011                                                           | San Juan                                                            | Cile                                                                | 1 – 2                                                               | Venezuela                                                           | Coppa America 2011 - Quarti di finale                               | -                                                                   |                                                                     |
| 10-8-2011                                                           | Montpellier                                                         | Francia                                                             | 1 – 1                                                               | Cile                                                                | Amichevole                                                          | -                                                                   | 46’                                                                 |
| 2-9-2011                                                            | San Gallo                                                           | Spagna                                                              | 3 – 2                                                               | Cile                                                                | Amichevole                                                          | -                                                                   | 70’                                                                 |
| 4-9-2011                                                            | Barcellona                                                          | Messico                                                             | 1 – 0                                                               | Cile                                                                | Amichevole                                                          | -                                                                   | 39’                                                                 |
| 15-11-2011                                                          | Santiago del Cile                                                   | Cile                                                                | 2 – 0                                                               | Paraguay                                                            | Qual. Mondiali 2014                                                 | -                                                                   | 50’                                                                 |
| 29-2-2012                                                           | Chester                                                             | Cile                                                                | 1 – 1                                                               | Ghana                                                               | Amichevole                                                          | -                                                                   |                                                                     |
| 2-6-2012                                                            | La Paz                                                              | Bolivia                                                             | 0 – 2                                                               | Cile                                                                | Qual. Mondiali 2014                                                 | -                                                                   |                                                                     |
| 9-6-2012                                                            | Puerto La Cruz                                                      | Venezuela                                                           | 0 – 2                                                               | Cile                                                                | Qual. Mondiali 2014                                                 | -                                                                   |                                                                     |
| 15-8-2012                                                           | New York                                                            | Ecuador                                                             | 3 – 0                                                               | Cile                                                                | Qual. Mondiali 2014                                                 | -                                                                   | 44’                                                                 |
| 11-9-2012                                                           | Santiago del Cile                                                   | Cile                                                                | 1 – 3                                                               | Colombia                                                            | Qual. Mondiali 2014                                                 | -                                                                   | 82’                                                                 |
| 12-10-2012                                                          | Quito                                                               | Ecuador                                                             | 3 – 1                                                               | Cile                                                                | Qual. Mondiali 2014                                                 | -                                                                   |                                                                     |
| 16-10-2012                                                          | Santiago del Cile                                                   | Cile                                                                | 1 – 2                                                               | Argentina                                                           | Qual. Mondiali 2014                                                 | -                                                                   |                                                                     |
| 14-11-2012                                                          | San Gallo                                                           | Cile                                                                | 1 – 3                                                               | Serbia                                                              | Amichevole                                                          | -                                                                   | 20’                                                                 |
| 6-2-2013                                                            | Madrid                                                              | Cile                                                                | 2 – 1                                                               | Egitto                                                              | Amichevole                                                          | -                                                                   |                                                                     |
| 22-3-2013                                                           | Lima                                                                | Perù                                                                | 1 – 0                                                               | Cile                                                                | Qual. Mondiali 2014                                                 | -                                                                   | 90+1’                                                               |
| 7-6-2013                                                            | Asunción                                                            | Paraguay                                                            | 1 – 2                                                               | Cile                                                                | Qual. Mondiali 2014                                                 | -                                                                   | 90’                                                                 |
| 11-6-2013                                                           | Santiago del Cile                                                   | Cile                                                                | 3 – 1                                                               | Bolivia                                                             | Qual. Mondiali 2014                                                 | 1                                                                   |                                                                     |
| 14-8-2013                                                           | Brøndby                                                             | Cile                                                                | 6 – 0                                                               | Iraq                                                                | Amichevole                                                          | 2                                                                   | 61’                                                                 |
| 6-9-2013                                                            | Santiago del Cile                                                   | Cile                                                                | 3 – 0                                                               | Venezuela                                                           | Qual. Mondiali 2014                                                 | -                                                                   |                                                                     |
| 10-9-2013                                                           | Ginevra                                                             | Spagna                                                              | 2 – 2                                                               | Cile                                                                | Amichevole                                                          | -                                                                   | 90+3’                                                               |
| 11-10-2013                                                          | Barranquilla                                                        | Colombia                                                            | 3 – 3                                                               | Cile                                                                | Qual. Mondiali 2014                                                 | 2                                                                   |                                                                     |
| 15-10-2013                                                          | Santiago del Cile                                                   | Cile                                                                | 2 – 1                                                               | Ecuador                                                             | Qual. Mondiali 2014                                                 | 1                                                                   | 36’                                                                 |
| 15-11-2013                                                          | Londra                                                              | Inghilterra                                                         | 0 – 2                                                               | Cile                                                                | Amichevole                                                          | 2                                                                   |                                                                     |
| 19-11-2013                                                          | Toronto                                                             | Brasile                                                             | 2 – 1                                                               | Cile                                                                | Amichevole                                                          | -                                                                   |                                                                     |
| 5-3-2014                                                            | Stoccarda                                                           | Germania                                                            | 1 – 0                                                               | Cile                                                                | Amichevole                                                          | -                                                                   |                                                                     |
| 30-5-2014                                                           | Santiago del Cile                                                   | Cile                                                                | 3 – 2                                                               | Egitto                                                              | Amichevole                                                          | -                                                                   | 36’                                                                 |
| 4-6-2014                                                            | Valparaíso                                                          | Cile                                                                | 2 – 0                                                               | Irlanda del Nord                                                    | Amichevole                                                          | -                                                                   | 60’                                                                 |
| 13-6-2014                                                           | Cuiabá                                                              | Cile                                                                | 3 – 1                                                               | Australia                                                           | Mondiali 2014 - 1º turno                                            | 1                                                                   |                                                                     |
| 18-6-2014                                                           | Rio de Janeiro                                                      | Spagna                                                              | 0 – 2                                                               | Cile                                                                | Mondiali 2014 - 1º turno                                            | -                                                                   |                                                                     |
| 23-6-2014                                                           | San Paolo                                                           | Paesi Bassi                                                         | 2 – 0                                                               | Cile                                                                | Mondiali 2014 - 1º turno                                            | -                                                                   |                                                                     |
| 28-6-2014                                                           | Belo Horizonte                                                      | Brasile                                                             | 1 – 1 dts (3 – 2 dtr)                                               | Cile                                                                | Mondiali 2014 - Ottavi di finale                                    | 1                                                                   |                                                                     |
| 6-9-2014                                                            | Santa Clara                                                         | Cile                                                                | 0 – 0                                                               | Messico                                                             | Amichevole                                                          | -                                                                   | 85’                                                                 |
| 9-9-2014                                                            | Fort Lauderdale                                                     | Cile                                                                | 1 – 0                                                               | Haiti                                                               | Amichevole                                                          | -                                                                   | 86’                                                                 |
| 10-10-2014                                                          | Valparaíso                                                          | Cile                                                                | 3 – 0                                                               | Perù                                                                | Amichevole                                                          | -                                                                   |                                                                     |
| 14-10-2014                                                          | Antofagasta                                                         | Cile                                                                | 2 – 2                                                               | Bolivia                                                             | Amichevole                                                          | -                                                                   |                                                                     |
| 15-11-2014                                                          | Talcahuano                                                          | Cile                                                                | 5 – 0                                                               | Venezuela                                                           | Amichevole                                                          | 1                                                                   | 85’                                                                 |
| 18-11-2014                                                          | Santiago del Cile                                                   | Cile                                                                | 1 – 2                                                               | Uruguay                                                             | Amichevole                                                          | 1                                                                   |                                                                     |
| 26-3-2015                                                           | Sankt Pölten                                                        | Iran                                                                | 2 – 0                                                               | Cile                                                                | Amichevole                                                          | -                                                                   | 46’                                                                 |
| 29-3-2015                                                           | Londra                                                              | Brasile                                                             | 1 – 0                                                               | Cile                                                                | Amichevole                                                          | -                                                                   |                                                                     |
| 5-6-2015                                                            | Viña del Mar                                                        | Cile                                                                | 1 – 0                                                               | El Salvador                                                         | Amichevole                                                          | -                                                                   |                                                                     |
| 11-6-2015                                                           | Santiago del Cile                                                   | Cile                                                                | 2 – 0                                                               | Ecuador                                                             | Coppa America 2015 - 1º turno                                       | -                                                                   |                                                                     |
| 15-6-2015                                                           | Santiago del Cile                                                   | Cile                                                                | 3 – 3                                                               | Messico                                                             | Coppa America 2015 - 1º turno                                       | -                                                                   |                                                                     |
| 19-6-2015                                                           | Santiago del Cile                                                   | Cile                                                                | 5 – 0                                                               | Bolivia                                                             | Coppa America 2015 - 1º turno                                       | 1                                                                   | 46’                                                                 |
| 24-6-2015                                                           | Santiago del Cile                                                   | Cile                                                                | 1 – 0                                                               | Uruguay                                                             | Coppa America 2015 - Quarti di finale                               | -                                                                   |                                                                     |
| 29-6-2015                                                           | Santiago del Cile                                                   | Cile                                                                | 2 – 1                                                               | Perù                                                                | Coppa America 2015 - Semifinale                                     | -                                                                   |                                                                     |
| 4-7-2015                                                            | Santiago del Cile                                                   | Cile                                                                | 0 – 0 dts (4 – 1 dtr)                                               | Argentina                                                           | Coppa America 2015 - Finale                                         | -                                                                   |                                                                     |
| 5-9-2015                                                            | Santiago del Cile                                                   | Cile                                                                | 3 – 2                                                               | Paraguay                                                            | Amichevole                                                          | 1                                                                   |                                                                     |
| 9-10-2015                                                           | Santiago del Cile                                                   | Cile                                                                | 2 – 0                                                               | Brasile                                                             | Qual. Mondiali 2018                                                 | 1                                                                   |                                                                     |
| 14-10-2015                                                          | Lima                                                                | Perù                                                                | 3 – 4                                                               | Cile                                                                | Qual. Mondiali 2018                                                 | 2                                                                   |                                                                     |
| 13-11-2015                                                          | Santiago del Cile                                                   | Cile                                                                | 1 – 1                                                               | Colombia                                                            | Qual. Mondiali 2018                                                 | -                                                                   |                                                                     |
| 18-11-2015                                                          | Montevideo                                                          | Uruguay                                                             | 3 – 0                                                               | Cile                                                                | Qual. Mondiali 2018                                                 | -                                                                   | 49’                                                                 |
| 24-3-2016                                                           | Santiago del Cile                                                   | Cile                                                                | 1 – 2                                                               | Argentina                                                           | Qual. Mondiali 2018                                                 | -                                                                   |                                                                     |
| 29-3-2016                                                           | Barinas                                                             | Venezuela                                                           | 1 – 4                                                               | Cile                                                                | Qual. Mondiali 2018                                                 | -                                                                   |                                                                     |
| 27-5-2016                                                           | Santiago del Cile                                                   | Cile                                                                | 1 – 2                                                               | Giamaica                                                            | Amichevole                                                          | -                                                                   |                                                                     |
| 1-6-2016                                                            | San Diego                                                           | Messico                                                             | 1 – 0                                                               | Cile                                                                | Amichevole                                                          | -                                                                   | 76’ 81’                                                             |
| 6-6-2016                                                            | Santa Clara                                                         | Argentina                                                           | 2 – 1                                                               | Cile                                                                | Coppa America Centenario - 1º turno                                 | -                                                                   |                                                                     |
| 10-6-2016                                                           | Foxborough                                                          | Cile                                                                | 2 – 1                                                               | Bolivia                                                             | Coppa America Centenario - 1º turno                                 | -                                                                   |                                                                     |
| 14-6-2016                                                           | Filadelfia                                                          | Cile                                                                | 4 – 2                                                               | Panama                                                              | Coppa America Centenario - 1º turno                                 | 2                                                                   |                                                                     |
| 18-6-2016                                                           | Santa Clara                                                         | Messico                                                             | 0 – 7                                                               | Cile                                                                | Coppa America Centenario - Quarti di finale                         | 1                                                                   |                                                                     |
| 22-6-2016                                                           | Chicago                                                             | Colombia                                                            | 0 – 2                                                               | Cile                                                                | Coppa America Centenario - Semifinale                               | -                                                                   | 45’                                                                 |
| 26-6-2016                                                           | East Rutherford                                                     | Argentina                                                           | 0 – 0 dts (2 – 4 dtr)                                               | Cile                                                                | Coppa America Centenario - Finale                                   | -                                                                   |                                                                     |
| 1-9-2016                                                            | Asunción                                                            | Paraguay                                                            | 2 – 1                                                               | Cile                                                                | Qual. Mondiali 2018                                                 | -                                                                   |                                                                     |
| 6-9-2016                                                            | Santiago del Cile                                                   | Cile                                                                | 0 – 0                                                               | Bolivia                                                             | Qual. Mondiali 2018                                                 | -                                                                   | cap.                                                                |
| 6-10-2016                                                           | Quito                                                               | Ecuador                                                             | 3 – 0                                                               | Cile                                                                | Qual. Mondiali 2018                                                 | -                                                                   |                                                                     |
| 11-10-2016                                                          | Ñuñoa                                                               | Cile                                                                | 2 – 1                                                               | Perù                                                                | Qual. Mondiali 2018                                                 | -                                                                   |                                                                     |
| 15-11-2016                                                          | Santiago del Cile                                                   | Cile                                                                | 3 – 1                                                               | Uruguay                                                             | Qual. Mondiali 2018                                                 | 2                                                                   |                                                                     |
| 23-3-2017                                                           | Buenos Aires                                                        | Argentina                                                           | 1 – 0                                                               | Cile                                                                | Qual. Mondiali 2018                                                 | -                                                                   |                                                                     |
| 28-3-2017                                                           | Santiago del Cile                                                   | Cile                                                                | 3 – 1                                                               | Venezuela                                                           | Qual. Mondiali 2018                                                 | 1                                                                   |                                                                     |
| 9-6-2017                                                            | Mosca                                                               | Russia                                                              | 1 – 1                                                               | Cile                                                                | Amichevole                                                          | -                                                                   | 55’                                                                 |
| 13-6-2017                                                           | Cluj-Napoca                                                         | Romania                                                             | 3 – 2                                                               | Cile                                                                | Amichevole                                                          | -                                                                   |                                                                     |
| 18-6-2017                                                           | Mosca                                                               | Camerun                                                             | 0 – 2                                                               | Cile                                                                | Conf. Cup 2017 - 1º turno                                           | -                                                                   | 58’                                                                 |
| 22-6-2017                                                           | Kazan'                                                              | Germania                                                            | 1 – 1                                                               | Cile                                                                | Conf. Cup 2017 - 1º turno                                           | 1                                                                   | 63’                                                                 |
| 25-6-2017                                                           | Mosca                                                               | Cile                                                                | 1 – 1                                                               | Australia                                                           | Conf. Cup 2017 - 1º turno                                           | -                                                                   |                                                                     |
| 28-6-2017                                                           | Kazan'                                                              | Portogallo                                                          | 0 – 0 dts (0 – 3 dtr)                                               | Cile                                                                | Conf. Cup 2017 - Semifinale                                         | -                                                                   |                                                                     |
| 2-7-2017                                                            | San Pietroburgo                                                     | Cile                                                                | 0 – 1                                                               | Germania                                                            | Conf. Cup 2017 - Finale                                             | -                                                                   |                                                                     |
| 31-8-2017                                                           | Santiago del Cile                                                   | Cile                                                                | 0 – 3                                                               | Paraguay                                                            | Qual. Mondiali 2018                                                 | -                                                                   |                                                                     |
| 5-9-2017                                                            | La Paz                                                              | Bolivia                                                             | 1 – 0                                                               | Cile                                                                | Qual. Mondiali 2018                                                 | -                                                                   |                                                                     |
| 5-10-2017                                                           | Santiago del Cile                                                   | Cile                                                                | 2 – 1                                                               | Ecuador                                                             | Qual. Mondiali 2018                                                 | 1                                                                   |                                                                     |
| 10-10-2017                                                          | San Paolo                                                           | Brasile                                                             | 3 – 0                                                               | Cile                                                                | Qual. Mondiali 2018                                                 | -                                                                   | 54’                                                                 |
| 24-3-2018                                                           | Solna                                                               | Svezia                                                              | 1 – 2                                                               | Cile                                                                | Amichevole                                                          | -                                                                   | cap.                                                                |
| 27-3-2018                                                           | Aalborg                                                             | Danimarca                                                           | 0 – 0                                                               | Cile                                                                | Amichevole                                                          | -                                                                   | 75’                                                                 |
| 17-10-2018                                                          | Santiago de Querétaro                                               | Messico                                                             | 0 – 1                                                               | Cile                                                                | Amichevole                                                          | -                                                                   |                                                                     |
| 17-11-2018                                                          | Rancagua                                                            | Cile                                                                | 2 – 3                                                               | Costa Rica                                                          | Amichevole                                                          | 1                                                                   |                                                                     |
| 21-11-2018                                                          | Temuco                                                              | Cile                                                                | 4 – 1                                                               | Honduras                                                            | Amichevole                                                          | 1                                                                   |                                                                     |
| 17-6-2019                                                           | San Paolo                                                           | Giappone                                                            | 0 – 4                                                               | Cile                                                                | Coppa America 2019 - 1º turno                                       | 1                                                                   |                                                                     |
| 21-6-2019                                                           | Salvador                                                            | Ecuador                                                             | 1 – 2                                                               | Cile                                                                | Coppa America 2019 - 1º turno                                       | 1                                                                   |                                                                     |
| 24-6-2019                                                           | Rio de Janeiro                                                      | Cile                                                                | 0 – 1                                                               | Uruguay                                                             | Coppa America 2019 - 1º turno                                       | -                                                                   |                                                                     |
| 28-6-2019                                                           | Manaus                                                              | Colombia                                                            | 0 – 0 (4 – 5 dtr)                                                   | Cile                                                                | Coppa America 2019 - Quarti di finale                               | -                                                                   |                                                                     |
| 3-7-2019                                                            | Porto Alegre                                                        | Cile                                                                | 0 – 3                                                               | Perù                                                                | Coppa America 2019 - Semifinale                                     | -                                                                   |                                                                     |
| 6-7-2019                                                            | San Paolo                                                           | Argentina                                                           | 2 – 1                                                               | Cile                                                                | Coppa America 2019 - Finale 3º posto                                | -                                                                   | 17’                                                                 |
| 5-9-2019                                                            | Los Angeles                                                         | Cile                                                                | 0 – 0                                                               | Argentina                                                           | Amichevole                                                          | -                                                                   | cap.                                                                |
| 12-10-2019                                                          | Alicante                                                            | Colombia                                                            | 0 – 0                                                               | Cile                                                                | Amichevole                                                          | -                                                                   | 88’                                                                 |
| 8-10-2020                                                           | Montevideo                                                          | Uruguay                                                             | 2 – 1                                                               | Cile                                                                | Qual. Mondiali 2022                                                 | 1                                                                   | cap.                                                                |
| 13-10-2020                                                          | Santiago del Cile                                                   | Cile                                                                | 2 – 2                                                               | Colombia                                                            | Qual. Mondiali 2022                                                 | 1                                                                   | cap.                                                                |
| 13-11-2020                                                          | Santiago del Cile                                                   | Cile                                                                | 2 – 0                                                               | Perù                                                                | Qual. Mondiali 2022                                                 | -                                                                   | 84’                                                                 |
| 17-11-2020                                                          | Caracas                                                             | Venezuela                                                           | 2 – 1                                                               | Cile                                                                | Qual. Mondiali 2022                                                 | -                                                                   | cap.                                                                |
| 3-6-2021                                                            | Santiago del Estero                                                 | Argentina                                                           | 1 – 1                                                               | Cile                                                                | Qual. Mondiali 2022                                                 | 1                                                                   |                                                                     |
| 8-6-2021                                                            | Santiago del Cile                                                   | Cile                                                                | 1 – 1                                                               | Bolivia                                                             | Qual. Mondiali 2022                                                 | -                                                                   |                                                                     |
| 2-7-2021                                                            | Rio de Janeiro                                                      | Brasile                                                             | 1 – 0                                                               | Cile                                                                | Coppa America 2021 - Quarti di finale                               | -                                                                   | 46’                                                                 |
| 7-10-2021                                                           | Lima                                                                | Perù                                                                | 2 – 0                                                               | Cile                                                                | Qual. Mondiali 2022                                                 | -                                                                   |                                                                     |
| 10-10-2021                                                          | Santiago del Cile                                                   | Cile                                                                | 2 – 0                                                               | Paraguay                                                            | Qual. Mondiali 2022                                                 | -                                                                   | 90+3’                                                               |
| 14-10-2021                                                          | Santiago del Cile                                                   | Cile                                                                | 3 – 0                                                               | Venezuela                                                           | Qual. Mondiali 2022                                                 | -                                                                   |                                                                     |
| 11-11-2021                                                          | Asunción                                                            | Paraguay                                                            | 0 – 1                                                               | Cile                                                                | Qual. Mondiali 2022                                                 | 1                                                                   |                                                                     |
| 16-11-2021                                                          | Santiago del Cile                                                   | Cile                                                                | 0 – 2                                                               | Ecuador                                                             | Qual. Mondiali 2022                                                 | -                                                                   | 36’                                                                 |
| 27-1-2022                                                           | Calama                                                              | Cile                                                                | 1 – 2                                                               | Argentina                                                           | Qual. Mondiali 2022                                                 | -                                                                   | 79’                                                                 |
| 1-2-2022                                                            | La Paz                                                              | Bolivia                                                             | 2 – 3                                                               | Cile                                                                | Qual. Mondiali 2022                                                 | 2                                                                   | cap.                                                                |
| 24-3-2022                                                           | Rio de Janeiro                                                      | Brasile                                                             | 4 – 0                                                               | Cile                                                                | Qual. Mondiali 2022                                                 | -                                                                   |                                                                     |
| 29-3-2022                                                           | Santiago del Cile                                                   | Cile                                                                | 0 – 2                                                               | Uruguay                                                             | Qual. Mondiali 2022                                                 | -                                                                   |                                                                     |
| 23-9-2022                                                           | Cornellà de Llobregat                                               | Marocco                                                             | 2 – 0                                                               | Cile                                                                | Amichevole                                                          | -                                                                   |                                                                     |
| 27-9-2022                                                           | Vienna                                                              | Qatar                                                               | 2 – 2                                                               | Cile                                                                | Amichevole                                                          | 1                                                                   |                                                                     |
| 16-11-2022                                                          | Varsavia                                                            | Polonia                                                             | 1 – 0                                                               | Cile                                                                | Amichevole                                                          | -                                                                   |                                                                     |
| 20-11-2022                                                          | Bratislava                                                          | Slovacchia                                                          | 0 – 0                                                               | Cile                                                                | Amichevole                                                          | -                                                                   |                                                                     |
| 27-3-2023                                                           | Santiago del Cile                                                   | Cile                                                                | 3 – 2                                                               | Paraguay                                                            | Amichevole                                                          | 1                                                                   | 46’                                                                 |
| 16-6-2023                                                           | Viña del Mar                                                        | Cile                                                                | 5 – 0                                                               | Rep. Dominicana                                                     | Amichevole                                                          | -                                                                   | 46’                                                                 |
| 20-6-2023                                                           | Santa Cruz de la Sierra                                             | Bolivia                                                             | 0 – 0                                                               | Cile                                                                | Amichevole                                                          | -                                                                   |                                                                     |
| 12-9-2023                                                           | Santiago del Cile                                                   | Cile                                                                | 0 – 0                                                               | Colombia                                                            | Qual. Mondiali 2026                                                 | -                                                                   |                                                                     |
| 12-10-2023                                                          | Santiago del Cile                                                   | Cile                                                                | 2 – 0                                                               | Perù                                                                | Qual. Mondiali 2026                                                 | -                                                                   |                                                                     |
| 16-10-2023                                                          | Maturin                                                             | Venezuela                                                           | 3 – 0                                                               | Cile                                                                | Qual. Mondiali 2026                                                 | -                                                                   |                                                                     |
| 16-11-2023                                                          | Santiago del Cile                                                   | Cile                                                                | 0 – 0                                                               | Paraguay                                                            | Qual. Mondiali 2026                                                 | -                                                                   |                                                                     |
| 21-11-2023                                                          | Quito                                                               | Ecuador                                                             | 1 – 0                                                               | Cile                                                                | Qual. Mondiali 2026                                                 | -                                                                   | cap.                                                                |
| 22-3-2024                                                           | Parma                                                               | Albania                                                             | 0 – 3                                                               | Cile                                                                | Amichevole                                                          | -                                                                   | 28’ 82’                                                             |
| 26-3-2024                                                           | Marsiglia                                                           | Francia                                                             | 3 – 2                                                               | Cile                                                                | Amichevole                                                          | -                                                                   | 77’                                                                 |
| 11-6-2024                                                           | Santiago del Cile                                                   | Cile                                                                | 3 – 0                                                               | Paraguay                                                            | Amichevole                                                          | -                                                                   |                                                                     |
| 21-6-2024                                                           | Arlington                                                           | Perù                                                                | 0 – 0                                                               | Cile                                                                | Coppa America 2024 - 1º turno                                       | -                                                                   | 79’                                                                 |
| 25-6-2024                                                           | East Rutherford                                                     | Cile                                                                | 0 – 1                                                               | Argentina                                                           | Coppa America 2024 - 1º turno                                       | -                                                                   | 66’                                                                 |
| 29-6-2024                                                           | Orlando                                                             | Canada                                                              | 0 – 0                                                               | Cile                                                                | Coppa America 2024 - 1º turno                                       | -                                                                   | cap.                                                                |
| 5-6-2025                                                            | Santiago del Cile                                                   | Cile                                                                | 0 – 1                                                               | Argentina                                                           | Qual. Mondiali 2026                                                 | -                                                                   | 87’                                                                 |
| Totale                                                              |                                                                     | Presenze (1º posto)                                                 | 167                                                                 |                                                                     | Reti (1º posto)                                                     | 51                                                                  |                                                                     |

## Palmarès

### Club

#### Competizioni nazionali
- Campionato cileno: 2

Colo Colo: Clausura 2006, Apertura 2007
- Campionato argentino: 1

River Plate: Clausura 2008
- Supercoppa di Spagna: 2

Barcellona: 2011, 2013
- Coppa di Spagna: 1

Barcellona: 2011-2012
- Campionato spagnolo: 1

Barcellona: 2012-2013
- Community Shield: 3

Arsenal: 2014, 2015, 2017
- Coppa d'Inghilterra: 2

Arsenal: 2014-2015, 2016-2017
- Campionato italiano: 2

Inter: 2020-2021, 2023-2024
- Supercoppa italiana: 2

Inter: 2021, 2023
- Coppa Italia: 1

Inter: 2021-2022

#### Competizioni internazionali
- Supercoppa UEFA: 1

Barcellona: 2011
- Coppa del mondo per club: 1

Barcellona: 2011

### Nazionale
- Coppa America: 2

2015, 2016

### Individuale
- Miglior giocatore della Community Shield: 1

2014
- Miglior giocatore della Coppa America: 1

USA 2016
- Pallone d'argento della FIFA Confederations Cup: 1

2017
- Miglior giocatore della Supercoppa italiana: 1

2021

## Filmografia

### Attore
- Il mio amico Alexis , regia di Alejandro Fernández (2019)